# فادنايس هايتس
فادنايس هايتس (بالإنجليزية: Vadnais Heights, Minnesota)‏ هي مدينة تقع في ولاية مينيسوتا في الولايات المتحدة. تبلغ مساحة هذه المدينة 21.34 (كم²)، وترتفع عن سطح البحر 276 م، بلغ عدد سكانها 12302 نسمة في عام 2010 حسب إحصاء مكتب تعداد الولايات المتحدة.

## التركيبة السكانية
قام مكتب تعداد الولايات المتحدة بتحديد بيانات التركيبة السكانية لفادنايس هايتسفي تعداد الولايات المتحدة. في ما يلي، التركيبة السكانية حسب تعدادي 2000 و2010.

### تعداد عام 2000
بلغ عدد سكان فادنايس هايتس 13,069 نسمة بحسب تعداد عام 2000، وبلغ عدد الأسر 5,064 أسرة وعدد العائلات 3,448 عائلة مقيمة في المدينة. في حين سجلت الكثافة السكانية 1,793.4 نسمة لكل ميل مربع (692.4/كم2). وبلغ عدد الوحدات السكنية 5,132 وحدة بمتوسط كثافة قدره 704.2 نسمة لكل ميل مربع (271.9/كم2).
وتوزع التركيب العرقي للمدينة بنسبة 91.67% من البيض و 0.46% من الأمريكيين الأصليين و 4.53% من الأمريكيين ذوي الأصول الآسيوية و 1.48% من الأمريكيين الأفارقة و 1.38% من عرقين مختلطين أو أكثر.
```
وبلغت نسبة 
الأزواج
 القاطنين مع بعضهم البعض 54.2% من أصل المجموع الكلي للأسر، ونسبة 10.5% من الأسر كان لديها معيلات من الإناث دون وجود شريك، وكانت نسبة 31.9% من غير العائلات. تألفت نسبة 24.8% من أصل جميع الأسر من أفراد ونسبة 6.3% كانوا يعيش معهم شخص وحيد يبلغ من العمر 65 عاماً فما فوق.
```

بلغ العمر الوسطي للسكان 36 عاماً. وكانت نسبة 8.6% بين الثامنة عشر والأربعة وعشرون عاماً، ونسبة 32.0% كانت واقعةً في الفئة العمرية ما بين الخامسة والعشرون حتى والأربعة وأربعون عاماً، ونسبة 24.7% كانت ما بين الخامسة والأربعون حتى الرابعة والستون، ونسبة 7.8% كانت ضمن فئة الخامسة والستون عاماً فما فوق. يوجد لكل 100 أنثى 90.9 ذكر، ويوجد لكل 100 أنثى في الثامنة عشر من عمرها فما فوق 90.4 ذكر.
بلغ متوسط دخل الأسرة في المدينة 60,804 دولار، أما متوسط دخل العائلة فبلغ 74,178 دولار. وكان متوسط دخل الذكور 48,611 دولار مقابل 35,102 دولار للإناث. وسجل دخل الفرد الخاص بالمدينة 30,891 دولار. وكانت نسبة 2.5% من العائلات ونسبة 3.2% من السكان تحت خط الفقر، وكان من هؤلاء نسبة 4.9% تحت سن الثامنة عشر ولا أحد منهم في الخامسة والستين من العمر وما فوق.

### تعداد عام 2010
بلغ عدد سكان فادنايس هايتس 12,302 نسمة بحسب تعداد عام 2010، وبلغ عدد الأسر 5,066 أسرة وعدد العائلات 3,340 عائلة مقيمة في المدينة. في حين سجلت الكثافة السكانية 1,762.5 نسمة لكل ميل مربع (680.5/كم2). وبلغ عدد الوحدات السكنية 5,243 وحدة بمتوسط كثافة قدره 751.1 لكل ميل مربع (290.0/كم2).
وتوزع التركيب العرقي للمدينة بنسبة 84.9% من البيض و 0.5% من الأمريكيين الأصليين و 7.6% من الأمريكيين ذوي الأصول الآسيوية و 3.6% من الأمريكيين الأفارقة و 2.4% من عرقين مختلطين أو أكثر.
بلغ عدد الأسر 5,066 أسرة كانت نسبة 29.2% منها لديها أطفال تحت سن الثامنة عشر تعيش معهم، وبلغت نسبة الأزواج القاطنين مع بعضهم البعض 52.3% من أصل المجموع الكلي للأسر، ونسبة 9.8% من الأسر كان لديها معيلات من الإناث دون وجود شريك، بينما كانت نسبة 3.8% من الأسر لديها معيلون من الذكور دون وجود شريكة وكانت نسبة 34.1% من غير العائلات. تألفت نسبة 27.5% من أصل جميع الأسر من أفراد ونسبة 9.2% كانوا يعيش معهم شخص وحيد يبلغ من العمر 65 عاماً فما فوق. وبلغ متوسط حجم الأسرة المعيشية 2.97، أما متوسط حجم العائلات فبلغ 2.42.
بلغ العمر الوسطي للسكان 41.9 عاماً. وكانت نسبة 22.3% من القاطنين تحت سن الثامنة عشر، وكانت نسبة 7.7% بين الثامنة عشر والأربعة وعشرون عاماً، ونسبة 23.4% كانت واقعةً في الفئة العمرية ما بين الخامسة والعشرون حتى والأربعة وأربعون عاماً، ونسبة 34.2% كانت ما بين الخامسة والأربعون حتى الرابعة والستون، ونسبة 12.3% كانت ضمن فئة الخامسة والستون عاماً فما فوق. وتوزع التركيب الجنسي للسكان بنسبة 47.3% ذكور و52.7% إناث.

## وصلات خارجية
- www.cityvadnaisheights.com
- The US50 - Cities and Towns in Minnesota State